# Лангедок
43°40′00″ пн. ш. 3°10′00″ сх. д. / 43.666666666667° пн. ш. 3.1666666666667° сх. д.
Лангедок (фр. Languedoc, окс. Lengadòc) — історична провінція на півдні Франції, населення якої традиційно розмовляло окситанською мовою, частина Окситанії.
Головне місто — Тулуза.
Населення с — близько 2,5 млн (1982). Лангедок займає площу приблизно 42,7 тис. км² — щодо точних меж колишньої провінції існують розбіжності.
Назва Лангедок стала уживатися з XIII столітті, після того, як 1271 року Тулузьке графство було приєднане до французької корони. Сполучення langue d'oc буквально означає «мову ок»: ос — південно-французький варіант вимовляння слова «так», в протилежність північно-французькому oïl (сучасне oui). До 1790 Лангедок мав статус провінції, з 2016 року на його території розташовуються регіон Окситанія (департаменти Од, Тарн, Еро, Гар, Ардеш, Лозер, Гаронна Верхня, Тарн і Гаронна, Верхня Луара).